# Ruwe aardster
De ruwe aardster (Geastrum campestre) is een schimmel uit de familie Geastraceae. De terrestrische saprotrofe aardster komt voor in graslanden, parken, kerkhoven en bosbermen. Vruchtlichamen worden voornamelijk gevormd van augustus tot november. Ze houden weken, soms zelfs tot het volgende jaar stand.

## Kenmerken
Het vruchtlichaam is aanvankelijk bolvormig en volledig verborgen in de ondergrond. De diameter is 1,5 tot 6,5 cm. Tijdens de rijping splitst het exoperidium zich diep in zeven tot negen slippen, die naar de zijkanten opengaan en het endoperidium blootleggen. Het is bolvormig met een ingekeepte opening aan de bovenkant. Kenmerkend voor deze soort zijn talrijke wratten. De armen zijn hygrofaan; in droge toestand omringen ze de bol, in natte toestand gaan ze naar de zijkanten uiteen. De binnenkant is licht crème tot donkerbruin. De paddenstoel is oneetbaar. De sporenprint is bruin.
De sporen zijn geel-bruin tot bruin, bolvormig, duidelijk wrattig of stekelig en meten 4,5 tot 5,5 µm.

## Verspreiding
De ruwe aardster wordt gevonden in Noord- en Zuid-Amerika, Europa, Azië en Australië. In Nederland komt hij matig algemeen voor. Hij staat niet op de rode lijst en is niet bedreigd.

## Vergelijkbare soorten
De heideaardster (Geastrum schmideli) heeft ongeveer dezelfde grootte, maar heeft een glad bolletje en de geen (sub)hygroscopisch slippen.